# Petrejoides subrecticornis
Petrejoides subrecticornis es una especie de coleóptero de la familia Passalidae.

## Distribución geográfica
Habita en el El Salvador y Guatemala.